# Навоян, Юрий Людвигович
Ю́рий Лю́двигович Навоя́н (арм. Յուրի Լյուդվիգի Նավոյան; род.1 марта 1969 года, Армения) — армянский общественно-политический деятель, политолог. Является экспертом Межпарламентской комиссии по сотрудничеству Федерального Собрания РФ и Национального Собрания РА.

## Хронология
- Общественно-политический деятель и политолог Юрий Навоян родился в 1969 г. Выпускник исторического факультета Ереванского государственного университета и факультета международных отношений Дипломатической Академии МИД РФ. Окончил также политические курсы Совета Европы (Страсбург), Московскую школу политических исследований, стажировался в Юридической школе Гарвардского университета (Бостон), в Швеции и Дании. Юрий Навоян длительное время занимается вопросами  международных отношений, российско-армянского сотрудничества, армянской диаспоры. Руководил Департаментом диаспоры Министерства образования и науки  Армении, организацией «Русско-Армянское Содружество», а в апреле 2017 г. с единомышленниками-политологами основал Общественную организацию ДИАЛОГ.  На протяжении долгих лет он способствует расширению пространства диалога в российско-армянских отношениях, развитию межпарламентского и межпартийного сотрудничества, углублению межкультурного и научно-образовательного обмена, укреплению институциональных отношений между Россией и Арменией.

## Награды
- Медаль Мовсеса Хоренаци (17 сентября 2014 года, Армения) — по случаю Дня Независимости Республики Армения, а также за вклад в укрепление армяно-российской дружбы[1].
- За многолетнюю общественно-политическую деятельность по развитию межгосударственных отношений Юрий Навоян награжден Благодарственным письмом Президента России В. В. Путина, медалью «Благодарность» НКР, Медалью почета Министерства иностранных дел Армении, знаком «За взаимодействие» Министерства иностранных дел России, Золотой медалью Министерства диаспоры Армении. Его заслуги отмечены также Благодарственным письмом Генерального секретаря ОДКБ, медалью Российского института стратегических исследований (РИСИ) при Президенте РФ «За заслуги», почетным знаком Института стран СНГ «За научные исследования и поддержку соотечественников», медалью «Александр Грибоедов» Союза писателей России и другими наградами.

## Внешние ссылки
https://dialogorg.ru/
Представители армянской диаспоры России награждены медалями Армении
Министр Эдвард Налбандян наградил Юрия Навояна Медалью Почета МИД
Министр Диаспоры РА наградила Сепуха Давтяна и Юрия Навояна
Политолог Ю.Л.Навоян награждён медалью РИСИ «За заслуги»
Юрий Навоян удостоен благодарственного письма Генерального секретаря ОДКБ
Почетный знак Института СНГ присвоен армянскому партнеру
Юрий Навоян награжден медалью «Александр Грибоедов»